# 당화
당화(糖化, 영어: saccharification)는 생화학에서 단당류 분자가 다른 당류와 결합되지 않은 후에도 그대로 유지되는 화학적 변화를 나타내는 용어이다. 예를 들어 탄수화물이 가수분해에 의해(예: 설탕이 포도당과 과당으로 분해되는 경우) 구성 성분인 당 분자로 분해되는 경우이다.
아밀레이스(예: 타액 내 아밀레이스) 및 글리코시데이스(예: 소장의 솔가장자리에 위치한 글리코시데이스)와 같은 효소는 효소에 의한 가수분해를 통해 정확한 당화를 수행할 수 있다. 캐러멜화 과정에서 당화는 열분해를 통해 여러 가지 가능한 효과 중에서 일시적인 결과로 일어날 수도 있다.

## 같이 보기
- 글리코사이드 결합
- 글리코시데이스
- 겔화